# Comté d'Otoe
Le comté d'Otoe est un comté de l'État du Nebraska, aux États-Unis. Son siège est la ville de Nebraska City.